# 第62回ヴェネツィア国際映画祭
第62回ヴェネツィア国際映画祭は、2005年8月31日から9月10日まで開催された。
金獅子賞はアン・リー監督の『ブロークバック・マウンテン』が受賞した。
また、アジア映画特集が組まれ、1934年から1990年までの中国映画が15本、1926年から1978年までの日本映画が30本以上上映された。さらに、宮崎駿監督に栄誉金獅子賞が贈られ、『紅の豚』『風の谷のナウシカ』といった作品が上映されるなど、アジア映画の注目度の高い映画祭となった。

## 上映作品

### コンペティション部門
アルファベット順。邦題がついていない場合は原題の下に英題。
| 題名 原題                                            | 監督                       | 製作国                              |
| ---------------------------------------------------- | -------------------------- | ----------------------------------- |
| 13/ザメッティ 13/Tzametti                            | ゲラ・バブルアニ           | ジョージア フランス                 |
| 長恨歌                                               | スタンリー・クワン         | 香港                                |
| ブロークバック・マウンテン Brokeback Mountain        | アン・リー                 | アメリカ合衆国                      |
| 親切なクムジャさん 친절한 금자씨                     | パク・チャヌク             | 韓国                                |
| Espelho Mágico (Magic Mirror)                        | マノエル・デ・オリヴェイラ | ポルトガル                          |
| ガブリエル Gabrielle                                 | パトリス・シェロー         | フランス ドイツ イタリア            |
| Гарпастум (Garpastum)                                | アレクセイ・ゲルマン・Jr   | ロシア                              |
| グッドナイト&グッドラック Good Night, and Good Luck. | ジョージ・クルーニー       | アメリカ合衆国                      |
| 哀しみの日々 I Giorni dell'abbandono                 | ロベルト・ファエンツァ     | イタリア                            |
| 心の中の獣 La Bestia nel cuore                       | クリスティナ・コメンチーニ | イタリア イギリス フランス スペイン |
| 二度目の結婚 La Seconda notte di nozze               | プピ・アヴァティ           | イタリア                            |
| 恋人たちの失われた革命 Les amants réguliers          | フィリップ・ガレル         | フランス                            |
| マリー 〜もうひとりのマリア〜 Mary                   | アベル・フェラーラ         | アメリカ合衆国                      |
| O Fatalista (The Fatalist)                           | ジョアン・ボテリョ         | ポルトガル フランス                 |
| Persona non grata                                    | クシシュトフ・ザヌッシ     | ポーランド ロシア イタリア          |
| プルーフ・オブ・マイ・ライフ Proof                   | ジョン・マッデン           | アメリカ合衆国                      |
| ロマンス & シガレット Romance & Cigarettes           | ジョン・タトゥーロ         | アメリカ合衆国                      |
| TAKESHIS'                                            | 北野武                     | 日本                                |
| ブラザーズ・グリム The Brothers Grimm                | テリー・ギリアム           | イギリス アメリカ合衆国 チェコ      |
| ナイロビの蜂 The Constant Gardener                   | フェルナンド・メイレレス   | イギリス ドイツ                     |
| 南へ向かう女たち Vers le sud                         | ローラン・カンテ           | フランス カナダ                     |

### コンペティション外
- 『ウィンター・ソング』：陳可辛（中国/香港）
- 『エミリー・ローズ』：スコット・デリクソン（アメリカ）
- 『エリザベスタウン』：キャメロン・クロウ（アメリカ）
- 『カサノバ』：ラッセ・ハルストレム（アメリカ）
- 『頭文字D』：アンドリュー・ラウ、アラン・マック（香港）
- 『黒衣婦人の香り (Le Parfum de la dame en noir)』（仮題）：ブリュノ・ポダリデス（フランス）
- 『シンデレラマン』：ロン・ハワード（アメリカ）
- 『セブンソード』：ツイ・ハーク（中国/香港）
- 『それでも生きる子供たちへ』：メディ・カレフ、エミール・クストリッツァ、スパイク・リー、カティア・ルンド、ジョーダン・スコット、リドリー・スコット、ステファノ・ヴィネルッソ、ジョン・ウー（イタリア/フランス）
- 『ディセント』：ニール・マーシャル（イギリス）
- 『ティム・バートンのコープスブライド』：ティム・バートン、マイク・ジョンソン（イギリス/アメリカ）
- 『ファイナルファンタジーVII アドベントチルドレン』：野村哲也（日本）
- 『フォー・ブラザーズ/狼たちの誓い』：ジョン・シングルトン（アメリカ）
- 『ミネハハ 秘密の森の少女たち』：ジョン・アーヴィン（イギリス/イタリア/チェコ）
- 『妖怪大戦争』：三池崇史（日本）
- 『Backstage』：エマニュエル・ベルコ（フランス）
- 『Bubble/バブル』：スティーヴン・ソダーバーグ（アメリカ）
- 『Edmond』：スチュアート・ゴードン（アメリカ）
- 『Fragile』：ハイメ・バラゲロ（スペイン）

### オリゾンティ部門
：この部門には映画の新しいトレンドを紹介する目的がある。ドキュメンタリー映画も含まれる。
- 『拘束のドローイング9』：マシュー・バーニー（アメリカ）
- 『僕の大事なコレクション』：リーヴ・シュレイバー（アメリカ）
- 『Arido Movie』：リリオ・フェヘイラ（ブラジル）
- 『Carmen』：ジャン・ピエール・リモザン（フランス）
- 『Die Große Stille (Into Great Silence)』：フィリップ・グローニング（ドイツ）ドキュメンタリー
- 『East of Paradise』：レック・コワルスキー（フランス）
- 『Hóng yán』：李玉（中国/フランス）
- 『La Dignidad de los Nadies Armado (The Dignity of the Nobodies)』：フェルナンド・E・ソラナス（アルゼンチン）ドキュメンタリー
- 『Musikanten』：フランコ・バッティアート（イタリア）
- 『Pervye Na Lune (First on the Moon)』：アレクセイ・フェドルチェンコ（ロシア）ドキュメンタリー
- 『Texas』：Fausto Paravidino（イタリア）
- 『The Wild Blue Yonder』：ヴェルナー・ヘルツォーク（ドイツ/イギリス/フランス）
- 『Yolda』：エルデン・キラル（トルコ/ブルガリア）
- 『Workingman's Death』：ヴィリー・プフナー（オーストリア/ドイツ）ドキュメンタリー
- 『Wuqiong dong (Perpetual Motion)』：ニン・イン（中国）
- 『Veruschka – (m)ein inszenierter Körper (Veruschka: A Life for the Camera)』：ポール・モリセイ、Bernd Böhm（フランス）
- 『Vokaldy Paralelder』：Rustam Khamdamov（カザフスタン）ドキュメンタリー

## 審査員

### コンペティション部門
- ダンテ・フェレッティ（ イタリア/美術監督）審査員長
- アー・チョン（ 中国/脚本家）
- クレール・ドニ（ フランス/監督）
- エドガー・ライツ（ ドイツ/監督）
- エミリアナ・トリーニ（ アイスランド/ミュージシャン）
- クリスティン・ヴァション（ アメリカ合衆国/プロデューサー）
- アモス・ギタイ（ イスラエル/監督）

### オリゾンティ部門
- ミンモ・ロテッラ（ イタリア/アーティスト）審査員長
- イザベル・コイシェ（ スペイン/監督）
- ジャン=ミシェル フロドン（ フランス/批評家）
- ヴァレリオ・マスタンドレア（ イタリア/俳優）
- 塚本晋也（ 日本/監督）

## 受賞結果

### コンペティション部門
- 金獅子賞：『ブロークバック・マウンテン』（アン・リー）
- 銀獅子賞：フィリップ・ガレル（『恋人たちの失われた革命』）
- 審査員特別大賞：『マリー 〜もうひとりのマリア〜』（アベル・フェラーラ）
- 男優賞：デヴィッド・ストラザーン（『グッドナイト&グッドラック』）
- 女優賞：ジョヴァンナ・メッツォジョルノ（『心の中の獣』）
- マルチェロ・マストロヤンニ賞：メノシー・セザール（『南へ向かう女たち』）
- 脚本賞：ジョージ・クルーニー、グラント・ヘスログ（『グッドナイト&グッドラック』）
- 撮影賞：ウィリアム・ルプシャンスキー（『恋人たちの失われた革命』）
- ルイジ・デ・ラウレンティス賞：ゲラ・バブルアニ（『13/ザメッティ』）
- 特別獅子賞：イザベル・ユペール

### オリゾンティ賞
- オリゾンティ賞：『East of Paradise』（レック・コワルスキー）
- ドキュメンタリー賞：『Pervye na Lune』（アレクセイ・フェドルチェンコ）